# 에기노 바이너트

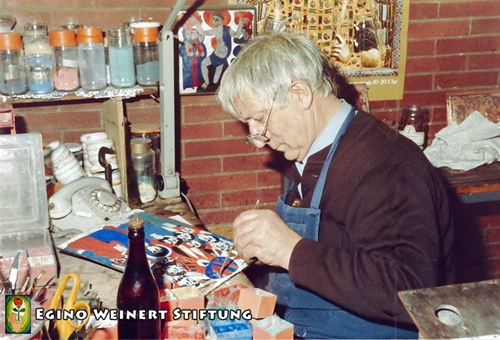

에기노 귄터 바이너트(Egino Günter Weinert, 1920년 3월 3일 ~ 2012년 9월 4일)는 독일의 금속공예 작가이며 조각가이고, 화가이다. 주로 독일과 외국에 있는 가톨릭 교회 성당들을 위해 작품 활동을 하였고, 교회 비품들과 예술작품들을 남겼다.
로마의 교황청을 위한 작품활동도 많이 하였는데, 현재 로마의 바티칸 박물관의 현대 종교 예술 작품 모음들 속에서 그의 작품들도 찾아볼 수 있다.
그의 삶에서 주목할 만한 것은 1945년 그가 25살 때 부비트랩으로 인해 오른쪽 팔을 잃었기 때문에 그가 익힌 기술을 다시 구현하고 발전시키기 위하여 특별한 기술을 새로 익혀야 했다는 점이다. 대부분의 그의 작품들은 25세 이후에 만들어진 것이다.